# Juan Hilario Bosset Castillo
Juan Hilario Bosset del Castillo (La Guaira, 14 de enero de 1799), Fue un obispo católico y político Venezolano. Fue el octavo Obispo de Mérida. Fue nombrado en 1842 or el papa Gregorio XVI y ordenado obispo en la Catedral de Caracas por el Arzobispo Juan Ignacio Fernández Peña. Fue destacado por su influencia política y social en su país. Murió el 26 de mayo de 1873 a los 74 años de edad.

## Vida
Hijo de Juan Bosset, inmigrante de los Países Bajos, y de María Luisa del Castillo, natural de Coro. Recibió su educación del sacerdote doctor Manuel Vicente de Maya, tesorero de la catedral de Caracas. Fue monaguillo de la catedral, en cuya escuela se instruyó. Fue nombrado capellán de Coro, siguió sus estudios en la Universidad Central de Venezuela graduándose de bachiller, licenciado y maestro en artes en 1821, hasta graduarse de doctor en teología en 1824.

## Sacerdocio
Fue asignado a Mérida, donde fue ordenado sacerdote por el obispo Rafael Lasso de la Vega. Regresó a Caracas en 1826 donde fue nombrado capellán de la iglesia de la Santísima Trinidad, cura interino de la parroquia de La Candelaria, coadjutor del Sagrario, párroco de Altagracia cuyo templo reconstruyó desde los cimientos, secretario del arzobispo Ramón Ignacio Méndez y examinador sinodal de la diócesis de Caracas y Mérida. Enseñó historia sagrada, filosofía y teología en la Universidad Central de Venezuela en 1832. Fue miembro de la Junta de Inspección y Gobierno, fue electo rector de esa casa de estudios entre 1835 y 1838. 
En 1837 se dio su primera controversia cuando el gobierno de Carlos Soublette decreta la supresión de los monasterios y Bosset critica la decisión abiertamente. Dicha medida supuso el desmantelamiento no solo de templos sino también de archivos y bibliotecas.
En el año 1841, el Congreso le solicitó que fuera obispo de Mérida. Fue aprobado el 27 de enero de 1842 por el papa Gregorio XVI y consagrado en Caracas el 8 de mayo del mismo año por el arzobispo Ignacio Fernández Peña. Al llegar a Mérida tomó acción para reformar el seminario y ordenar nuevos sacerdotes. Esto le trajo confrontación en el pueblo. Reedificó la catedral de Mérida, la cual había sido destruida por el terremoto de 1812 y pudo consagrarla en 1867.

## Carrera política
En 1848 condenó el fusilamiento del Congreso perpetrado por José Tadeo Monagas y fue expulsado del país hasta 1849. Fue electo senador por el estado Mérida por el Partido Conservador (1850-1854), se adhirió a la dictadura de José Antonio Páez en 1861. Fue ministro del Consejo de Gobierno en 1863 de Juan Crisóstomo Falcón.
Por invitación del papa Pío IX viajó a Roma en 1867. Luego en 1869 asistió al Concilio Vaticano I. 
Volvió a Venezuela en 1870. En 1872 criticó al gobierno por la prohibición de los seminarios y escribió una Carta Pastoral sobre el matrimonio civil en la que defendía el sacramento del matrimonio en contra de los esfuerzos del presidente, Guzmán Blanco, de secularizar al país. Por esta razón fue expulsado nuevamente del país. Murió el 26 de mayo de 1873 a los 74 años de edad en el estado Táchira, camino a su destierro.